# Tomas Oral
Tomas Oral (* 24. April 1973 in Ochsenfurt) ist ein deutscher Fußballtrainer und ehemaliger Fußballspieler.

## Karriere
Oral begann mit dem Fußballspielen beim VfR Großostheim, anschließend kam er über den FSV Teutonia Obernau und den TV Schweinheim zu Bavaria Wiesen, wo er sich parallel zu seiner Ausbildung zum Groß- und Außenhandelskaufmann in einem Unternehmen für Autoteile für höherklassige Aufgaben im Fußball empfahl. Für die SG Egelsbach spielte er zwischen 1994 und 1997 zeitweise in der drittklassigen Regionalliga Süd, anschließend kam er über die hessischen Oberligisten Viktoria Aschaffenburg (1997–1999) und Germania Horbach (1999/2000) im Jahr 2000 als Spieler zum FSV Frankfurt, der ebenfalls in der damals viertklassigen Oberliga Hessen spielte. Hier lief der vormalige Stürmer, der sich im Laufe seiner Karriere zum defensiven Mittelfeldspieler entwickelt hatte, sechs Jahre lang auf. Im Sommer 2006 beendete er seine aktive Laufbahn. Während seiner Zeit in Egelsbach und bei Viktoria Aschaffenburg war er hauptberuflich in der Gastronomie tätig, dabei betrieb er ab 1994 ein Bistro sowie von 1997 bis 1999 zusätzlich eine Diskothek.
Seit 2003 war Oral parallel zu seiner Spielerkarriere bei der ersten Mannschaft auch als Trainer der zweiten Mannschaft des FSV tätig und führte das Team von der Kreisklasse in die Landesliga. Zur Saison 2006/07 stieg Oral zum Trainer der Oberligamannschaft auf. Gleich in der ersten Saison unter seiner Leitung stieg der FSV von der Oberliga Hessen in die Regionalliga auf und 2007/08 gelang ihm mit der ersten Mannschaft der Durchmarsch in die Zweite Bundesliga – sein sechster Aufstieg hintereinander in sechs Jahren als Trainer. Da er keinen Trainerschein besaß, wurde er offiziell von Ramon Berndroth vertreten. Nachdem Oral in der Saison 2008/09 mit dem FSV noch die Klasse hatte halten können, trat er nach acht sieglosen Ligaspielen zu Beginn der Spielzeit 2009/10 am 4. Oktober 2009 von seinem Amt zurück. Bis April 2010 absolvierte Oral unter anderem mit Markus Babbel und Christian Ziege die Fußballlehrerausbildung an der Hennes-Weisweiler-Akademie der Deutschen Sporthochschule Köln und ist seitdem Inhaber der Fußballlehrerlizenz des Deutschen Fußball-Bundes.
Zur Saison 2010/11 übernahm er das Traineramt beim Regionalligisten RB Leipzig, der Vertrag wurde am Ende der Runde aber nicht verlängert, als Grund wurden die verpassten sportlichen Zielsetzungen genannt – die Mannschaft belegte am Saisonende Platz vier und verfehlte damit den angestrebten Aufstieg in die 3. Liga.
Am 10. November 2011 wurde Oral als neuer Trainer des Zweitligisten FC Ingolstadt 04 vorgestellt. Er übernahm den Verein mit neun Punkten auf dem letzten Tabellenplatz und sollte die Mannschaft zum Klassenerhalt führen, was ihm am vorletzten Spieltag dank eines 1:0-Heimsieges gegen Energie Cottbus gelang. Acht Tage nach dem Saisonende 2012/13 wurde Oral vom FC Ingolstadt 04 entlassen.
Zwischen Februar und September 2014 arbeitete er als Co-Trainer von Felix Magath beim FC Fulham in der Premier League bzw. ab Sommer 2014 in der zweitklassigen Football League Championship.
Am 18. Mai 2015 kehrte Oral als Trainer zu seinem ehemaligen Verein FSV Frankfurt zurück und führte ihn in einer umkämpften Partie in Düsseldorf mit einem 3:2-Sieg zum Klassenerhalt. Zuvor hatte sich der Verein nach dem Abrutschen auf den Relegationsplatz einen Spieltag vor Ende der Zweitligasaison 2014/15 von Benno Möhlmann getrennt. Nach dem Klassenerhalt einigte sich Oral mit dem FSV auf einen Einjahresvertrag. Am 10. April 2016 trennte sich der Verein fünf Spieltage vor Saisonende von ihm, als der FSV Frankfurt nach sieben sieglosen Spielen nur knapp vor dem Relegationsplatz stand.
Zur Zweitligasaison 2016/17 wurde Oral als Nachfolger von Markus Kauczinski Trainer beim Karlsruher SC. Am 4. Dezember 2016 wurde er freigestellt.
Am 2. April 2019 kehrte Oral zum FC Ingolstadt 04 zurück und übernahm die abstiegsbedrohte Zweitligamannschaft als Nachfolger von Jens Keller. Er erhielt einen Vertrag bis zum Ende der Saison 2018/19. Unter Oral holte die Mannschaft durch 5 Siege, ein Unentschieden und eine Niederlage 16 Punkte und erreichte den Relegationsplatz. In den Relegationsspielen unterlag man dem SV Wehen Wiesbaden nach einem 2:1-Auswärtssieg und einer 2:3-Heimniederlage und stieg in die 3. Liga ab. Nach dem Abstieg verließ Oral den Verein mit seinem Vertragsende.
Am 11. März 2020 übernahm Oral erneut den FC Ingolstadt 04. Er löste seinen Vorgänger Jeff Saibene vor dem 28. Spieltag der Saison 2019/20 ab, als die Mannschaft mit 2 Punkten Rückstand auf einen Aufstiegsplatz auf dem 5. Tabellenplatz stand. Oral unterschrieb einen Vertrag mit einer Laufzeit bis zum 30. Juni 2021. Der FCI schloss die Saison auf dem 4. Platz ab, der aufgrund der Meisterschaft der zweiten Mannschaft des FC Bayern München zur Teilnahme an der Relegation berechtigte. Dort traf Orals Mannschaft auf den 1. FC Nürnberg. Nach einer 0:2-Niederlage im Hinspiel führte der FCI im heimischen Audi-Sportpark bis kurz vor Spielende mit 3:0, ehe der FCN in der 96. Spielminute das 3:1 erzielte und aufgrund der Auswärtstorregel in der 2. Bundesliga verblieb. In der Saison 2020/21 wurden die Ingolstädter Dritter und stiegen über die Relegation gegen den VfL Osnabrück in die 2. Bundesliga auf. Anschließend trennten sich der Verein und Oral einvernehmlich.
Ende Februar 2023 übernahm Oral den Zweitligisten SV Sandhausen als Nachfolger von Alois Schwartz. Dieser stand nach dem 21. Spieltag der Saison 2022/23 auf dem letzten Platz und hatte zwei Punkte Rückstand auf einen Nicht-Abstiegsplatz. Nach nur sechs Spielen wurde Oral im April 2023 wieder freigestellt. In diesen hatte die Mannschaft nur zwei Punkte geholt, womit der Rückstand auf den Relegationsplatz auf sechs und auf den ersten Nicht-Abstiegsplatz auf acht Punkte – jeweils bei einer deutlich schlechteren Tordifferenz – angewachsen war.
Im November 2024 übernahm Oral das Traineramt beim Schweizer Klub Grasshopper Club Zürich, der kurz zuvor Marco Schällibaum freigestellt hatte. Im Sommer 2025 wurde die Zusammenarbeit nach erfolgreichem Klassenerhalt beendet.

## Leben
Oral ist verheiratet und absolvierte eine Ausbildung zum Groß- und Außenhandelskaufmann. Er stammt aus einer aramäischen Familie, die in den 1960er-Jahren aus dem türkischen Midyat nach Ochsenfurt ausgewandert ist. Er ist das zweitälteste von fünf Geschwistern.